# Frankowie
Frankowie (łac. Franci, gens Francorum) – zachodniogermańska federacja plemion, u swoich uchwytnych źródłowo początków, tj. w III w. n.e., zamieszkująca tereny na północ i wschód od dolnego Renu. Między III a V wiekiem część Franków najeżdżała terytorium Cesarstwa Rzymskiego, gdy inna część weszła w skład rzymskich wojsk w Galii. Tylko Frankowie saliccy utworzyli królestwo na terenach rzymskich. Pod wodzą rodzimej dynastii Merowingów podbili niemal całą Galię. Pod władzą Karolingów państwo to stało się wiodącą siłą chrześcijańskiego Zachodu. Jego rozpad dał początek dwóm wiodącym siłom średniowiecza: królestwu Francji i Świętemu Cesarstwu Rzymskiemu.

## Powstanie
Frankowie powstali w III wieku n.e. z wymieszania mniejszych plemion germańskich (Ampsivariów, Brukterów, Chamawów, Chattuariów) i Franków salickich, mieszkających nad dolnym Renem. Pierwsza wzmianka o Frankach w źródłach pisanych pochodzi z roku 253 lub 257. W połowie IV wieku Frankowie osiedli w północnej Galii, w tzw. Toksandrii (ziemie położone pomiędzy rzekami: Moza i Skalda, część późniejszej Geldrii i Brabancji).

## Podboje

Ekspansja Franków

Frankowie saliccy, pokonując inne plemiona, podbili w V wieku Galię. Podbój rozpoczął Childeryk, ojciec Chlodwiga, który miał swoją siedzibę w Tournai (gdzie w 481 roku został pochowany). Około roku 486 Chlodwig dokonał zwycięskiego ataku na tereny określane jako Belgica Secunda. W 491 ogłosił się panem ludu, z którego pochodziła jego matka (Turyngów) i odniósł zwycięstwo nad Alamanami, którzy byli w konflikcie także z innym odgałęzieniem Franków – Frankami rypuarskimi. Chlodwig interweniował też w Burgundii, gdzie usiłował wzmocnić stronnictwo swego sojusznika, Godigisela. Wojna doprowadziła jednak do umocnienia Gundobada, wroga Franków.
W 507 roku wybuchł konflikt z królestwem Wizygotów, których ziemie sięgały Loary. W tym konflikcie wspierał Chlodwiga król Burgundii. Bitwa stoczona z Wizygotami pod Vouillé w okolicach Poitiers przyniosła zwycięstwo Chlodwigowi. Król Wizygotów, Alaryk II został zabity, a akwitańskie prowincje królestwa wizygockiego znalazły się w rękach Chlodwiga. Mógł on osiągnąć więcej, gdyby nie interwencja króla Ostrogotów Teodoryka.
Wiadomo, że ostatni okres panowania Chlodwiga wypełniła eliminacja innych małych królestw frankijskich z ośrodkami w Kolonii, Cambrai, Thérouanne i Le Mans, z których większość była rządzona przez jego krewnych. Chlodwig umarł 27 listopada 511 roku.

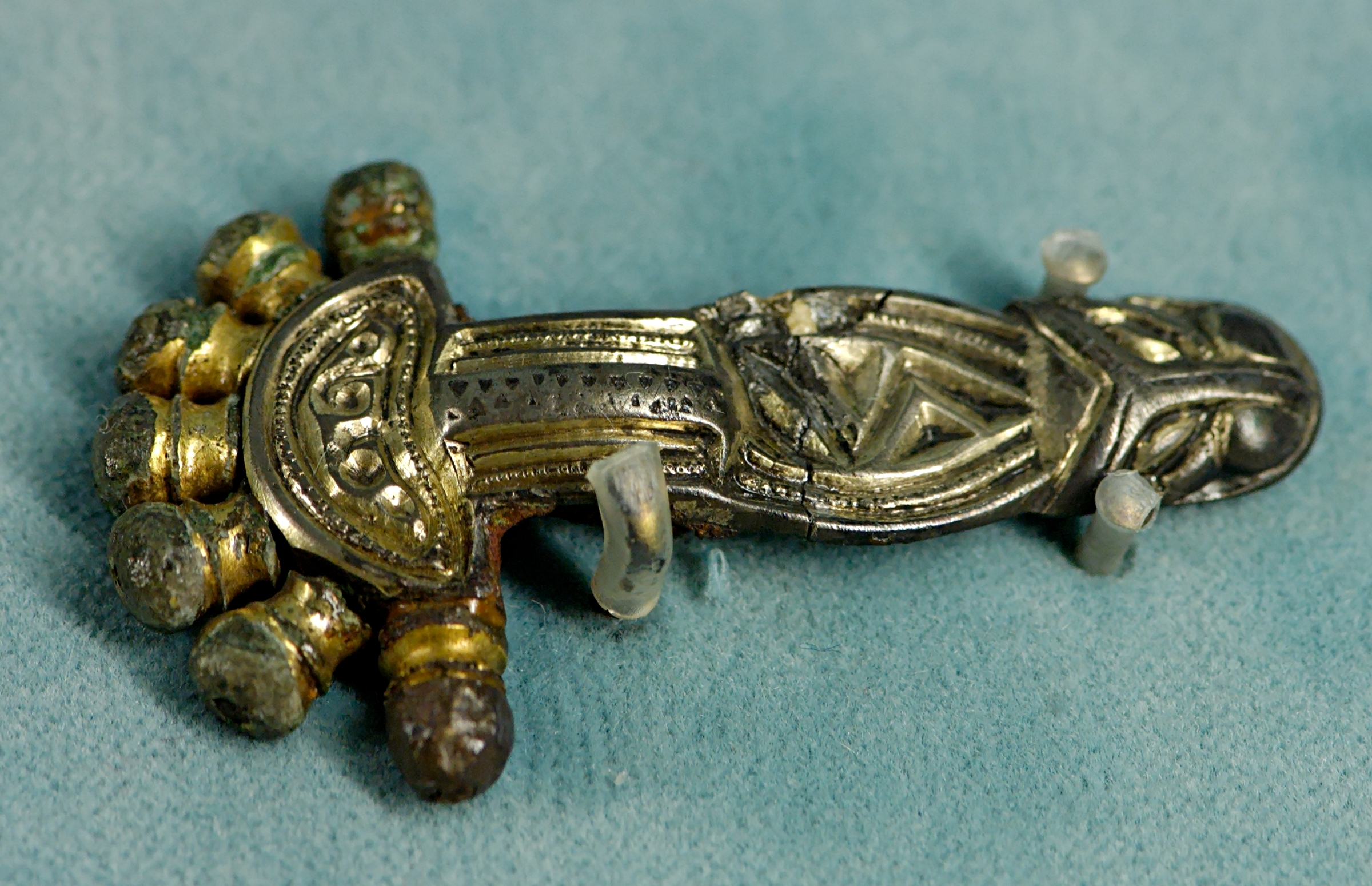
Zapinka frankijska z VI w. n.e.

Tak jak w przypadku Teodoryka ważna była dla panowania Chlodwiga nie rywalizacja z Rzymem, ale zdominowanie rywalizujących ze sobą plemion: Franków, Burgundów, Sasów i potomków rzymskich przywódców. Ze względu na oddalenie od Bizancjum cesarz wschodni łaskawszym okiem patrzył na Chlodwiga i Franków niż Teodoryka i Ostrogotów. Bizancjum (cesarz Anastazy I) uznało władzę Chlodwiga i w 508 roku przyznało mu konsulat honorowy. Być może wiązało się to z przejściem króla na chrześcijaństwo. Ta różnica w postawie wobec Franków i Ostrogotów wpłynęła zasadniczo na dalsze losy obu królestw.

## Źródła wiedzy o Frankach
Informacji na temat Franków jest mało, pochodzą praktycznie jedynie z dzieła Dziesięć ksiąg historii kościelnej Franków, napisanej przez biskupa Grzegorza z Tours (538–594).

## Wskazówki bibliograficzne
- Gustav Faber, Merowingowie i Karolingowie, PIW, Warszawa 1994.
- Charles Lelong, Życie codzienne w państwie Merowingów, PIW, Warszawa 1967.
- Tadeusz Manteuffel, Historia powszechna. Średniowiecze, PWN, Warszawa 2004 (wyd. XV)
- Magdalena Mączyńska, Wędrówki ludów. Historia niespokojnej epoki IV i V w, PWN, Warszawa-Kraków 1996, ISBN 83-01-12120-3.
- Karol Modzelewski, Barbarzyńska Europa, Warszawa 2004.
- Roman Michałowski, „Galia Merowińska”, [w:] Narodziny średniowiecznej Europy, pod red. H. Samsonowicz, Warszawa 1999, s. 151–181.
- Jerzy Rajman, Encyklopedia średniowiecza, Wyd. Zielona Sowa, Kraków 2006.
- Pierre Riché, Edukacja i kultura w Europie Zachodniej w VI-VIII w., Warszawa 1967.
- Benedykt Zientara, Świt narodów europejskich, Warszawa 1985, 1995.
- Benedykt Zientara, Historia powszechna średniowiecza, Wyd. TRIO, Warszawa 2002.